# Martin Colussi
Martin Colussi (Maniago, 6 maggio 1981 – Zoppola, 27 maggio 2012) è stato un cestista italiano.

## Carriera
Cresce nel settore giovanile di Gorizia, ma la società fallisce e così Colussi si accasa a Fabriano, scendendo in campo tre volte in A2 con la prima squadra. Dal 2000 veste la maglia della Fulgor Forlì, mentre nel gennaio 2002 si trasferisce al Castel San Pietro, squadra che centra la promozione in B1 al termine di quella stagione. Nel dicembre del 2002 firma con la Fulgor Fidenza centrando nuovamente la promozione in B1 e rimanendovi fino all'estate 2005 quando passa alla Robur Osimo, squadra con cui sfiora la promozione in Legadue perdendo la serie finale di play-off contro Soresina.
Dopo un anno in cui trova il terzo posto e raggiunge i play off sempre in B1 a Trapani, arriva per lui il trasferimento in Legadue alla Nuova Pallacanestro Pavia nella stagione 2007-2008.
A Pavia dove rimane per 3 stagioni, cresce e matura cestisticamente conquistando il quintetto base;  nel 2008 merita sul campo e tra il pubblico il ruolo di capitano diventando una bandiera per la squadra. Nel 2008-09 è quinto fra i tiratori da tre del campionato, con una percentuale del 43,9%. L'anno seguente è sempre quinto tirando col 43,3% dall'arco.. All'età di 29 anni trova la possibilità di giocare stabilmente in un club di Serie A con il passaggio alla Juvecaserta, formazione reduce dalle semifinali scudetto dell'anno prima.
La stagione 2011-12 viene disputata con la canotta del Veroli Basket, in Legadue.
Muore il 27 maggio 2012 all'età di 31 anni in un incidente d'auto nei pressi di Zoppola.
Dal 2013 a Pavia, città dove ha conquistato i cuori dei tifosi, si svolge il "Memorial Martin Colussi", un torneo a lui intitolato di Basket 3x3.